# Shirley Temple
Shirley Temple (23. travnja 1928. – 10. veljače 2014.), američka glumica, jedna od najpopularnijih dječjih filmskih zvijezda svih vremena. Na filmu je počela nastupati kada je imala tri godine.

## Vanjske poveznice
- Službena stranica
- Shirley Temple u internetskoj bazi filmova IMDb-u (engl.)